# Ajdin Zeljkovic
Ajdin Zeljkovic (26 dicembre 1997) è un calciatore svedese di origine bosniaca, attaccante dell'IFK Värnamo.

## Carriera
Prodotto del settore giovanile del Gunnilse, ha debuttato in prima squadra nel 2013 quando, non ancora sedicenne, ha segnato un gol in due presenze in Division 3, il quinto livello della piramide calcistica svedese. L'anno seguente ha cominciato a giocare da titolare in buona parte delle occasioni. Nel campionato 2015 ha contribuito alla promozione dalla quinta alla quarta serie con 16 reti segnate in 21 presenze, mentre nel 2016, appunto una categoria più in alto, le sue 15 reti in 26 partite non sono state sufficienti per evitare la retrocessione in quinta serie.
Prima dell'inizio del campionato 2017, a marzo, si è trasferito al GAIS dopo un periodo di prova. In quella stagione ha collezionato le sue prime 6 presenze nel campionato di Superettan (seconda serie nazionale) senza mai andare a segno. Ha dunque cominciato l'annata successiva in prestito al Ljungskile, con cui ha siglato 3 reti in 5 partite nel campionato di Division 1 (terza serie) prima di essere richiamato al GAIS, realizzando 3 gol in 12 presenze nella rimanente parte del torneo. A fine stagione ha deciso di esercitare l'opzione che gli permetteva di lasciare il club neroverde per trovare maggiore spazio altrove.
Svincolatosi, nel marzo 2019 è approdato all'Oddevold, tornando così a calcare i campi della terza serie nazionale. Dopo un avvio di stagione da una rete in 12 presenze in campionato, a luglio il club ha comunicato la rescissione con il giocatore. Zeljkovic ha proseguito l'annata accordandosi con il Lindome GIF, altra formazione militante nella stessa categoria, con cui di lì a fine torneo ha segnato 2 gol in 14 partite. L'anno successivo, tuttavia, si è messo in luce risultando il miglior marcatore stagionale dei bianconeri con 12 gol in 30 partite che hanno permesso alla squadra di chiudere il proprio raggruppamento al quarto posto.
Nel gennaio 2021 è stato ingaggiato dall'Örgryte, altra squadra con sede a Göteborg come i rivali del GAIS. Il 2021 è stato anche l'anno che lo ha visto esplodere, avendo chiuso il campionato di Superettan 2021 con il titolo di capocannoniere grazie ai 18 gol in 29 incontri, ma anche di miglior giocatore dell'intero torneo. Ha mantenuto un'elevata media realizzativa anche nel campionato seguente di Superettan 2022, in cui ha messo a segno 8 marcature nelle prime 12 giornate fino quando è stato ceduto.
Il 10 luglio 2022, infatti, Zeljkovic è stato acquistato per la prima volta in carriera da una società della massima serie svedese, il neopromosso IFK Värnamo. Il successivo 16 luglio ha debuttato in Allsvenskan giocando titolare nella sconfitta esterna per 5-0 sul campo del Djurgården, mentre il 10 settembre ha firmato la sua prima rete nella vittoria in trasferta per 3-2 a Uppsala contro il Sirius. In totale, nell'Allsvenskan 2022 ha siglato 2 gol in 16 presenze.

## Palmarès

### Individuale
- Capocannoniere della Superettan: 1

2021 (18 reti)